# Tal der Demut
Die Sporthalle Tal der Demut ist eine der grössten Veranstaltungsstätten in St. Gallen. Sie wurde im Sommer 2006 eröffnet. Sie wird auch als GBS-Turnhalle bezeichnet.

## Dach-Einsturz
Am 24. Februar 2009 stürzte die Turnhalle ein. Die Ursache blieb lange ungeklärt. Die Eidgenössische Materialprüfungsanstalt Empa fand heraus, dass fehlende Rippen an den Stahlträgern des Daches zum Einsturz der Halle geführt haben. Es konnte in einer FEM-Simulation gezeigt werden, dass der Steg des geschweissten Stahlprofils am Ende des Trägers beulte und somit der ultimativer Widerstand erreicht worden ist. Die Zurich Versicherung übernahm den entstandenen Schaden und die Folgekosten.
Durch den Einsturz mussten die Schüler der Berufsschule GBS St. Gallen in andere Sporthallen ausweichen. Der Sportverein UHC Waldkirch-St. Gallen verlor durch den Einsturz deren Spielstätte. Die Staatsanwaltschaft hat Ermittlungen aufgenommen, diese jedoch eingestellt mangels Interesse des Kantons, damit dieser zügiger den Aufbau vorantreiben konnte.

## Wiederaufbau
Im Frühling 2012 wurde im Riethüsli der Wiederaufbau der Sporthalle begonnen und zu Beginn des Jahres 2013 konnten die zahlreichen Vereine die Halle wieder beziehen.

## Nutzung

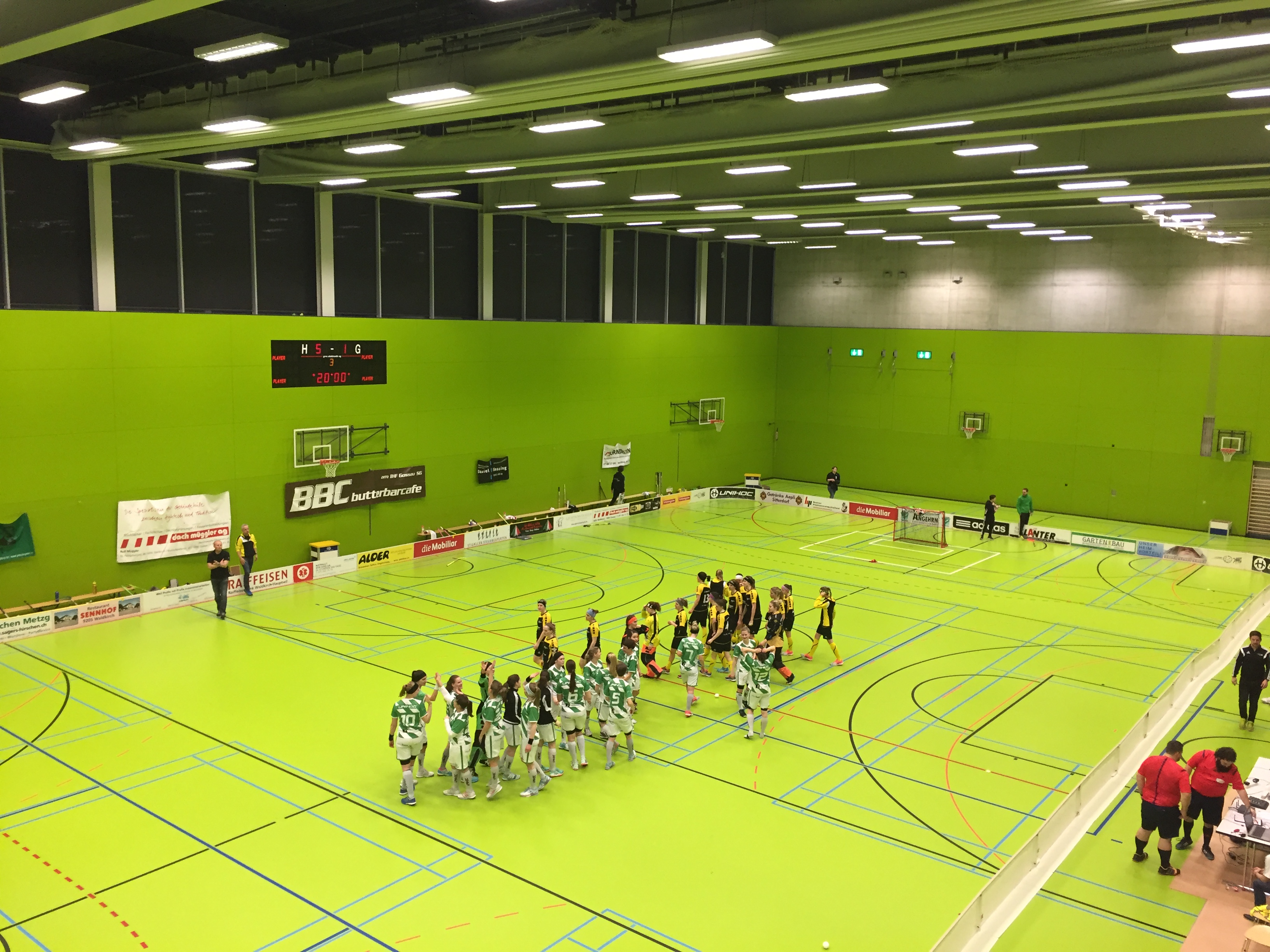
Spiel der Damen des UHC Waldkirch-St. Gallen im Playoff-Spiel gegen Floorball Uri.

Die Halle dient dem UHC Waldkirch-St. Gallen als Trainings- und Wettkampfhalle. Tagsüber wird die Sporthalle von der Gewerblichen Berufsschule St. Gallen genutzt.

## Erreichbarkeit
Die Sporthalle ist mit der Buslinie 5 der Verkehrsbetriebe St. Gallen in Richtung Riethüsli erreichbar. Das Parkplatzangebot nahe der Halle ist begrenzt, daher wird Zuschauern empfohlen, mit dem Öffentlichen Verkehr anzureisen.